# Nazionale maschile di pallavolo della Jugoslavia
La nazionale di pallavolo maschile della Jugoslavia è stata una squadra europea, attiva fino al 1991, composta dai migliori giocatori di pallavolo della Jugoslavia ed è stata posta sotto l'egida della Federazione pallavolistica della Jugoslavia.